# Verrallina hispida
Verrallina hispida är en tvåvingeart som först beskrevs av Mercedes Delfinado 1967.  Verrallina hispida ingår i släktet Verrallina och familjen stickmyggor.
Artens utbredningsområde är Thailand. Inga underarter finns listade i Catalogue of Life.